# Numerical Algorithms
Numerical Algorithms is een internationaal, aan collegiale toetsing onderworpen wetenschappelijk tijdschrift op het gebied van de toegepaste wiskunde.
De naam wordt in literatuurverwijzingen meestal afgekort tot Numer. Algorithm.
Het wordt uitgegeven door Springer Science+Business Media en verschijnt 12 keer per jaar.